# Eduardo Ladrón de Guevara
Eduardo Ladrón de Guevara (Madrid, 13 de diciembre de 1939-ibidem, 29 de noviembre de 2023) fue un periodista y guionista español.

## Biografía
Comenzó su carrera profesional como periodista en los diarios Informaciones y Pueblo, además colaboró con agencias como Fax Press y Colpisa.
Abandonó el periodismo para dedicarse a escribir obras de teatro y ficción televisiva. Trabajó en series icónicas de la televisión en España como Farmacia de guardia o Los ladrones van a la oficina. A partir de 2001 fue cocreador —junto con Miguel Ángel Bernardeau y Patrick Buckley— y guionista de la serie Cuéntame cómo pasó donde también se desempeñó como coordinador y editor.
Como novelista, firmó El champán frío y La venganza caliente (Planeta), y escribió más de una veintena de obras de teatro y obtenido numerosos premios teatrales, entre los que se encuentran el Premio Calderón de la Barca, el Rojas Zorrilla y el Ciudad de San Sebastián. Sus guiones han recibido prestigiosos galardones internacionales, y lo convirtieron en Premio Nacional de Televisión en su primera edición y finalista en 2003 en los Emmy.

## Obras

### Series de televisión
- 2020: Historias de Alcafrán
- 2004: Manolito Gafotas
- 2001-2017: Cuéntame cómo pasó
- 1999: Puerta con puerta
- 1998-1999: Tío Willy
- 1997-1998: Querido maestro
- 1997: En plena forma
- 1994-1996: Los ladrones van a la oficina
- 1991-1995: Farmacia de guardia
- 1990: Eva y Adán, agencia matrimonial
- 1984: Siete días de amor

## Premios
- Premio Talento de la Academia de TV (2015).[3]
- Premio Nacional de Televisión (2009).[2]
- Seoul International Drama Awards (2006).[1]
- Nominado a los premios Emmy (2003).[2]
- Premios Ondas (1993,2002).[4][2]
- Premio Iris (2001, 2002, 2004, 2006, 2008, 2010, 2011, 2014).[5]
- Premi Born de Teatre (1989).[6]